# Besluit administratieve bepalingen inzake het wegverkeer
Mede in verband met de invoering van het Reglement verkeersregels en verkeerstekens (RVV 1990) is op 26 juli 1990 in Nederland het Besluit administratieve bepalingen inzake het wegverkeer (BABW) in het leven geroepen. Het besluit is gebaseerd op de Wegenverkeerswet (WVW) en geeft nadere instructies over de plaatsing en het verwijderen van een verkeersteken.
Onder verkeerstekens verstaat het BABW:
1. verkeersborden
2. verkeerslichten en
3. verkeerstekens op het wegdek

Wat het BABW onder verkeersborden verstaat blijkt uit Bijlage I van het RVV 1990, waarnaar het BABW verwijst en voor de verkeerslichten uit de art. 68 tot 75 RVV 1990. Voor de verkeerstekens op de weg wordt verwezen naar een aantal specifieke bepalingen in het RVV 1990. Het gaat daarbij om bijvoorbeeld doorgetrokken strepen, voetgangersoversteekplaatsen en haaietanden.
In het BABW wordt onder meer geregeld voor welke verkeerstekens een officieel verkeersbesluit is vereist en welke onderborden bijvoorbeeld mogen worden geplaatst.
Tegen een verkeersbesluit kan bezwaar worden gemaakt.
Verkeersbesluiten worden voor de wegen onder beheer van het Rijk door de Minister van Infrastructuur en Milieu genomen, voor de wegen onder beheer van een provincie door gedeputeerde staten, voor wegen onder beheer van een waterschap door het algemeen bestuur en voor andere wegen door burgemeester en wethouders, of krachtens besluit van hen, door een door hen ingestelde bestuurscommissie of het dagelijks bestuur van een deelgemeente.
Verder zijn in het BABW regels gegeven voor de gehandicaptenparkeerkaart (art. 49–55) en voor de verkeersregelaar en de verkeersbrigadier (art. 56–58).